# Nabil Hemani
Nabil Hemani (1 de septiembre de 1979 - 12 de junio de 2014) fue un futbolista argelino. Jugó como delantero para el CS Constantine en Algerian Ligue Professionnelle 1.

## Carrera en clubes
El 12 de julio de 2011, Hemani firmó un contrato de un año con JS Kabylie, volviendo al club después de tres temporadas con el ES Sétif.

## Carrera internacional
En enero de 2008, fue llamado a las filas por Rabah Saadane al equipo nacional para un campamento de entrenamiento de 5 días.
El 25 de mayo de 2008, fue llamado a las filas por Rabah Saadane a la Selección Nacional Argelina para una serie de la Copa Africana de Naciones y la clasificación para la Copa Mundial, en sustitución de Kamel Ghilas en el equipo.